# Spoorlijn Tallinn - Narva
De spoorlijn Tallinn - Narva is een spoorlijn in Estland die loopt van Tallinn via Tapa, Rakvere en Jõhvi naar Narva. De spoorlijn is 209,6 kilometer lang. In Tapa takt de Spoorlijn Tapa - Tartu af en gaat de spoorlijn enkelsporig verder.

## Geschiedenis
De spoorlijn is in 1870 aangelegd als onderdeel van de spoorlijn tussen Sint-Petersburg en de havenstad Paldiski. Dit werd gedaan in opdracht van het Keizerrijk Rusland, waar Estland toen toe behoorde.
Tallinn Baltisch Station · 
Kitseküla · 
Ülemiste‎ · 
Vesse · 
Lagedi · 
Kulli · 
Aruküla · 
Raasiku · 
Parila · 
Kehra · 
Lahinguvälja · 
Mustjõe · 
Aegviidu · 
Nelijärve · 
Jäneda · 
Lehtse · 
Tapa · 
Kadrina · 
Rakvere · 
Kabala‎ · 
Sonda · 
Kiviõli · 
Püssi · 
Kohtla-Nõmme · 
Jõhvi · 
Oru · 
Vaivara · 
Narva